# Quincy (Massachusetts)
Quincy es una ciudad ubicada en el condado de Norfolk en el estado estadounidense de Massachusetts. En el Censo de 2010 tenía una población de 92 271 habitantes y una densidad poblacional de 1.324,09 personas por km².
Quincy es el lugar de nacimiento de los presidentes estadounidenses John Adams y John Quincy Adams, así como del estadista John Hancock. Fue nombrado en honor al coronel John Quincy, abuelo materno de Abigail Adams y por quien John Quincy Adams fue nombrado.

## Geografía
Según la Oficina del Censo de los Estados Unidos, Quincy tiene una superficie total de 69,69 km², de la cual 42,92 km² corresponden a tierra firme y (38,41%) 26,76 km² es agua.

## Demografía
Según el censo de 2010, había 92 272 personas residiendo en Quincy. La densidad de población era de 1.324,09 hab./km². De los 92.271 habitantes, Quincy estaba compuesto por el 67,3% blancos, el 4,6% eran afroamericanos, el 0,19% eran amerindios, el 24,03% eran asiáticos, el 0,02% eran isleños del Pacífico, el 1,74% eran de otras razas y el 2,11% pertenecían a dos o más razas. Del total de la población el 3,35% eran hispanos o latinos de cualquier raza.